# Fuel (chanson)
Pour les articles homonymes, voir Fuel.
Singles de Metallica
The Unforgiven II
(1998) Better than You
(1998)
Fuel est la chanson d'ouverture de l'album ReLoad de Metallica. Elle décrit l'excitation de conduire rapidement dans les courses US (courses NASCAR ou autres courses de Dragsters). La chanson peut également être appliquée au fait que les gens aiment conduire leur vie (à l'instar de leurs voitures) trop rapidement. Il peut effectivement s'agir d'une belle métaphore sur la consommation d'alcool ou de drogues pour faire "tourner la machine", ainsi que James Hetfield ne l'a (que trop) fait dans sa vie.
C'est l'une des chansons favorites de James Hetfield comme il l'a déclaré plus tard avant un concert joué à un match des Oakland Raiders.